# Інес Састре
Інес Састре (ісп. Inés Sastre, нар. 21 листопада 1973, Вальядолід, Іспанія) — іспанська супермодель, акторка та громадська діячка. Перша супермодель-іспанка, що позувала на подіумі для Chanel. Найбільш відома за фільмом «Втрачене місто», як незмінне обличчя Lancôme понад 15 років та в захисті дітей і матерів.

## Біографія
Інес Састре народилась 21 листопада 1973 в місті Вальядолід на північному заході Іспанії. Має старшу сестру та молодшого брата. Дитинство провела в Мадриді, де успішно навчалась.
8 квітня 2006 року Састре одружилася з Алехандро Корріасом. 21 серпня 2006 народила сина Дієго. В березні 2008 року пара розлучилася без пояснення причин.

## Кар'єра
У 13 років Састре вперше знялася в кіно: в фільмі «Ельдорадо», зйомки проходили в Коста-Риці протягом 4 місяців. 
В 14 років фотографії Інес потрапили до директора одного з найбільших модельних агентств «Elite» Джона Касабланкаса, і він умовив її узяти участь в конкурсі «Look of the Year», що проходив в Парижі. Інес погодилась та виграла конкурс. 
Далі летить до Монголії на зйомки фільму «Жанна Д'Арк з Монголії», а ще через рік «Втеча з раю». 
Це занепокоїло батьків Інес, і вони сказали їй припинити зйомки й повертатись до навчання. Інес починає посилено вивчати мови і вступає на філологічний факультет Сорбони. Заради цього вступу вона після перемоги в конкурсі «Look of the Year» відмовилась від перспективного контракту в 100000 доларів.
В 1995 році Сартре повертається в кінематограф, де знімається в останній стрічці італійського режисера Мікеланджело Антоніоні «Поза хмарами». Після цієї стрічки Інес Састре остаточно вирішила стати акторкою.
В 1996 році Састре підписала контракт з Lancome та стала обличчям знаменитих парфумів Tresor, змінивши Ізабеллу Росселліні.
В 1997 стала володаркою «Призу моди» на Паризькому конкурсі моди (Paris' Fashion Awards). У подальшому працює з ЮНЕСКО, бере участь у численних показах мод, активно знімається в рекламі. В 2000 році стає популярною в Італії, де разом з Фабіо Фацо вела музичний фестиваль в Сан-Ремо. В 2005 році Састре знялась в фільмі Енді Гарсії «Втрачене місто», цей фільм став найкращим у її кінокар'єрі.
Інес Састре є амбасадоркою дитячого фонду ООН, грає в гольф на різних благочинних змаганнях в підтримку нужденних дітей, також бере активну участь у роботі фонду підтримки матерів, що народили раніше строку.

## Моделінг
Як модель Інес Састре рекламувала такі бренди: Alvarez Valls, American Legend, Ann Taylor, Bally, Caramelo, Chaumet, Clarins, Clinique 'Happy' fragrance, Don Algodon, El Corte Ingles, Freixenet, Georges Rech, Giorgio Grati, Givenchy 'Gentleman' fragrance, Jeans Pop84, J.Crew, J.P. Tod's, Kailis, Krys Mademoiselle Lunettes, La Redoute, Lancôme, Lancôme 'Aroma Tonic' & 'Tresor' fragrances, L'Oreal, McDonald's, Max Factor, Mango, Michael Kors, Pop 84, Puig Doria, Puig 'Fiesta de Estivalia' fragrance, Rodier, Roser Marce, TAG Heuer, Tiffany & Co., Valentino,  Vivelle, Zapa.
Брала участь в показах моди:
- прет-а-порте — Весна/Літо 1993 (Lydia Delgado, Pulligan, Victorio & Lucchino)
- прет-а-порте — Осінь/Зима 1993 (A Menos Cuarto, David Valls)
- прет-а-порте — Осінь/Зима 1995 (Michael Kors)
- прет-а-порте — Весна/Літо 1996 (Chanel, Genny)
- висока мода — Весна/Літо 1996 (Paco Rabanne)
- прет-а-порте — Осінь/Зима 1996 (Chanel)
- прет-а-порте — Весна/Літо 1997 (Chanel, Vivienne Westwood)
- прет-а-порте — Осінь/Зима 1997 (Corinne Cobson, Dirk Bikkembergs, Herve Leger, Lanvin)
- висока мода — Осінь/Зима 1997 (Paco Rabanne)
- прет-а-порте — Весна/Літо 1998 (Bella Freud, Jean Paul Gaultier, Mulberry, Ocimar Versolato)

З'являлася на обкладинках або шпальтах таких журналів:
| Країна          | Журнал                         | Рік  | Місяць   |
| --------------- | ------------------------------ | ---- | -------- |
| Аргентина       | Elle                           | 1998 | Вересень |
| Австралія       | Elle                           | 1998 | Липень   |
| Австралія       | Vogue                          | 1998 | Жовтень  |
| Австралія       | Marie Claire                   | 1999 | Січень   |
| Австралія       | Marie Claire                   | 1999 | Березень |
| Австралія       | Elle                           | 2001 | Квітень  |
| Канада          | Elle                           | 2004 | Лютий    |
| Китай           | Elle                           | 1999 | Січень   |
| Франція         | Elle                           | 1996 | Листопад |
| Франція         | Elle                           | 2001 | Серпень  |
| Франція         | Madame Figaro                  | 2001 | Вересень |
| Франція         | Marie Claire                   | 2001 | Жовтень  |
| Франція         | Elle                           | 2002 | Січень   |
| Франція         | Elle                           | 2003 | Лютий    |
| Франція         | Cosmopolitan                   | 2004 | Грудень  |
| Франція         | Elle                           | 2005 | Червень  |
| Франція         | Marie France                   | 2010 | Лютий    |
| Німеччина       | Elle                           | 1997 | Січень   |
| Німеччина       | Vogue                          | 1998 | Березень |
| Німеччина       | Elle                           | 1999 | Лютий    |
| Німеччина       | Glamour                        | 2001 | Травень  |
| Німеччина       | Marie Claire                   | 2002 | Січень   |
| Німеччина       | Cosmopolitan                   | 2009 | Травень  |
| Італія          | Amica                          | 1992 | Червень  |
| Італія          | Elle                           | 1995 | Липень   |
| Італія          | GQ                             | 2000 | Березень |
| Італія          | L'Una                          | 2000 | Липень   |
| Італія          | Amica                          | 2012 | Квітень  |
| Корея           | Elle                           | 1998 | Травень  |
| Мексика         | Elle                           | 1999 | Січень   |
| Мексика         | Marie Claire                   | 1999 | Січень   |
| Іспанія         | Telva                          | 1988 |          |
| Іспанія         | Telva                          | 1989 | Червень  |
| Іспанія         | Telva                          | 1990 |          |
| Іспанія         | Telva                          | 1991 |          |
| Іспанія         | Telva                          | 1991 | Січень   |
| Іспанія         | Telva                          | 1993 |          |
| Іспанія         | Elle                           | 1996 | Листопад |
| Іспанія         | Vogue                          | 1996 | Січень   |
| Іспанія         | Elle                           | 1997 | Вересень |
| Іспанія         | Telva                          | 1997 |          |
| Іспанія         | Vogue                          | 1998 | Вересень |
| Іспанія         | Elle                           | 1999 | Квітень  |
| Іспанія         | Elle                           | 2000 | Вересень |
| Іспанія         | GQ                             | 2000 | Квітень  |
| Іспанія         | Rolling Stone                  | 2000 | Серпень  |
| Іспанія         | Marie Claire                   | 2001 | Квітень  |
| Іспанія         | Telva                          | 2001 | Травень  |
| Іспанія         | Woman                          | 2001 | Лютий    |
| Іспанія         | Marie Claire                   | 2002 | Липень   |
| Іспанія         | Telva                          | 2002 | Травень  |
| Іспанія         | Telva                          | 2002 | Грудень  |
| Іспанія         | Elle                           | 2003 | Липень   |
| Іспанія         | Glamour                        | 2003 | Вересень |
| Іспанія         | Telva                          | 2003 | Листопад |
| Іспанія         | Arte de Vivir                  | 2003 | Листопад |
| Іспанія         | Gentleman                      | 2003 | Грудень  |
| Іспанія         | Belleza & Salud (Marie Claire) | 2003 | Грудень  |
| Іспанія         | Woman                          | 2004 | Лютий    |
| Іспанія         | Linea Saludable                | 2004 | Червень  |
| Іспанія         | Spend in' - Fall               | 2004 |          |
| Іспанія         | Atiempo                        | 2004 | Жовтень  |
| Іспанія         | Gala                           | 2004 | Жовтень  |
| Іспанія         | Elle                           | 2004 | Листопад |
| Іспанія         | GQ                             | 2004 | Листопад |
| Іспанія         | In Style                       | 2005 | Лютий    |
| Іспанія         | Woman                          | 2005 | Лютий    |
| Іспанія         | Elle                           | 2005 | Вересень |
| Іспанія         | Glamour                        | 2005 | Жовтень  |
| Іспанія         | Diva                           | 2005 | Жовтень  |
| Іспанія         | Telva                          | 2006 | Січень   |
| Іспанія         | Cosmopolitan                   | 2006 | Серпень  |
| Іспанія         | Hola                           | 2006 | Жовтень  |
| Іспанія         | DigitalFoto                    | 2007 | Березень |
| Іспанія         | Elle                           | 2007 | Березень |
| Іспанія         | Marie Claire                   | 2007 | Червень  |
| Іспанія         | Telva                          | 2007 | Червень  |
| Іспанія         | Conde Nast Traveller           | 2008 | Лютий    |
| Іспанія         | Vanidad                        | 2008 | Лютий    |
| Іспанія         | Glamour                        | 2008 | Липень   |
| Іспанія         | Telva                          | 2009 | Березень |
| Іспанія         | Elle                           | 2009 | Травень  |
| Іспанія         | Woman                          | 2009 | Вересень |
| Іспанія         | Woman                          | 2010 | Травень  |
| Іспанія         | Yo Dona                        | 2011 | Березень |
| Іспанія         | S Moda                         | 2011 | Листопад |
| Іспанія         | Yo Dona                        | 2011 | Грудень  |
| Іспанія         | Elle                           | 2012 | Лютий    |
| Іспанія         | Telva                          | 2012 | Червень  |
| Іспанія         | Vanity Fair                    | 2012 | Грудень  |
| Швеція          | Elle                           | 1998 | Червень  |
| Швеція          | Elle                           | 1998 | Листопад |
| Велика Британія | Marie Claire                   | 1998 | Лютий    |
| Велика Британія | Marie Claire                   | 1998 | Липень   |
| Велика Британія | Marie Claire                   | 1998 | Березень |
| Велика Британія | Red                            | 2000 | Березень |
| Велика Британія | Tatler                         | 2004 | Січень   |
| США             | Town & Country                 | 1990 | Квітень  |
| США             | Glamour                        | 1990 | Жовтень  |
| США             | Glamour                        | 1990 | Вересень |
| США             | Glamour                        | 1996 | Січень   |
| США             | Town & Country                 | 2001 | Листопад |
| США             | Femme                          | 1996 | Листопад |
| США             | Elle TopModel                  | 1998 |          |

## Фільмографія
| Рік  |    | Українська назва           | Мовою оригіналу             | Роль             | Статус  |
| ---- | -- | -------------------------- | --------------------------- | ---------------- | ------- |
| 1988 | ф  | Ельдорадо                  | El Dorado                   | Ельвіра          | акторка |
| 1989 | ф  | Жанна Д'Арк з Монголії     | Johanna D’Arc of Mongolia   | Джованна         | акторка |
| 1990 | тф | Втеча з раю                | Fuga dal paradiso           | Беатрічче        | акторка |
| 1995 | ф  | Сабріна                    | Sabrina                     | Модель           | акторка |
| 1995 | ф  | Поза хмарами               | Al di là delle nuvole       | Кармен           | акторка |
| 1997 | ф  | Шафер                      | Il testimone dello sposo    | Франческа Бабіні | акторка |
| 1998 | с  | Граф Монте-Крісто          | Le comte de Monte Cristo    | Гайді            | акторка |
| 2000 | ф  | Кохана Борхеса             | Un amor de Borges           | Естелла          | акторка |
| 2000 | ф  | Друїди                     | Vercingétorix               | Епона            | акторка |
| 2001 | ф  | Місія до Марбельї          | Misión en Marbella          | співачка         | акторка |
| 2001 | ф  | Відок                      | Vidocq                      | Прея             | акторка |
| 2002 | тф | Вольпоне                   | Volpone                     | Коломба Бертуччо | акторка |
| 2003 | ф  | Хіба я ?                   | Io no                       | Лаура            | акторка |
| 2003 | ф  | Варіації 1/113             | Variaciones 1/113           |                  | акторка |
| 2005 | ф  | Втрачене місто             | The Lost City               | Аврора Фейов     | акторка |
| 2007 | ф  | Вечеря, щоб познайомити їх | La cena per farli conoscere | Інес Ланца       | акторка |